# لقاح الكلوستريديوم
لقاح المطثية أو لقاح الكلوستريديوم هو لقاح يستخدم للوقاية من الأمراض التي تسببها المطثيات. لم يتم ترخيص لقاحات ضد المطثية تلائم البشر لكن اللقاحات التي تم تطويرها للاستخدام على الحيوانات تمتلك قابلية للتطوير للاستخدام البشري. على سبيل المثال في حالة عدوى المطثية العسيرة فإن وجود عدد محدود من الأدوية التي أثبتت فعاليتها ضد هذه العدوى ووجود مخاوف في ذات الوقت من مقاومة البكتيريا للمضادات الحيوية وحدوث مرض معاود أدى إلى السعي لإيجاد استراتيجيات علاجية جديدة وقد وفرت عملية التلقيح الفاعل فرصة جاذبة للوقاية من عدوى المطثية العسيرة وقد أدى البحث العلمي المكثف في السنوات الأخيرة إلى تطوير لقاحات تجريبية منها 3 لقاحات تخضع تحت عملية التقييم السريري (الإكلينكي) حتى الآن.